# Amblyodipsas concolor
Amblyodipsas concolor е вид влечуго от семейство Lamprophiidae. Видът е незастрашен от изчезване.

## Разпространение
Разпространен е в Свазиленд и Южна Африка.